# 仲田伝之じょう

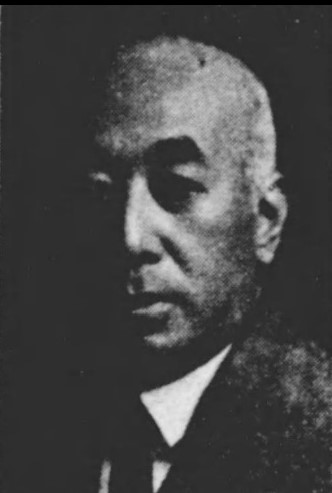

仲田 伝之𨱛 包利（なかた でんのじょう かねとし/ でんのしょうかねとし、1871年3月20日（明治4年1月30日）- 1941年（昭和16年）4月20日）は、明治から昭和前期の地主・実業家・政治家・慈善家。貴族院多額納税者議員。旧名・林太郎、名・包利（かねとし）。孤児の救済などの社会事業にも尽力。

## 経歴
伊予国温泉郡松山府中町（現愛媛県松山市木屋町）で、素封家・仲田伝之𨱛包直（かねなお）の長男として生まれる。慶應義塾を卒業した。
父の設立した興産会社に勤務。1902年（明治35年）松山興産銀行（興産会社の後身）の役員、松山貯蓄銀行の役員に就任。1909年（明治42年）10月、父の死去に伴い家督を相続して伝之𨱛を襲名し、仲田銀行（松山興産銀行の後身）頭取、松山貯蓄銀行頭取となる。1916年（大正5年）愛媛県農工銀行頭取を兼務し、1923年（大正12年）松山商業会議所初代会頭に就任した。その他、伊予鉄道電気（現伊予鉄道）取締役、松山紡績取締役、貯蓄銀行協会理事などを務めた。
1932年（昭和7年）貴族院多額納税者議員に無投票で当選し、同年9月29日から 1939年（昭和14年）9月28日まで在任した。在任中は研究会に所属した。
また、松山慈恵会理事長となり、孤児の救済などの社会事業にも尽力した。

## 親族
- 長男 仲田包寛（かねひろ）（伊予合同銀行副頭取・愛媛慈恵会理事長・松山市福祉協議会会長）[2][7]
- 川喜田半泥子 長男包寛に川喜田半泥子長女 秋子が嫁す
- 父 仲田伝之𨱛包直（かねなお）興産銀行・仲田銀行の初代頭取、松山紡績（現倉敷紡績）初代社長、伊予水力電気会社（現伊予鉄道）初代社長、松山商業会議所初代会頭ほか。